# Quattro grandi romanzi classici

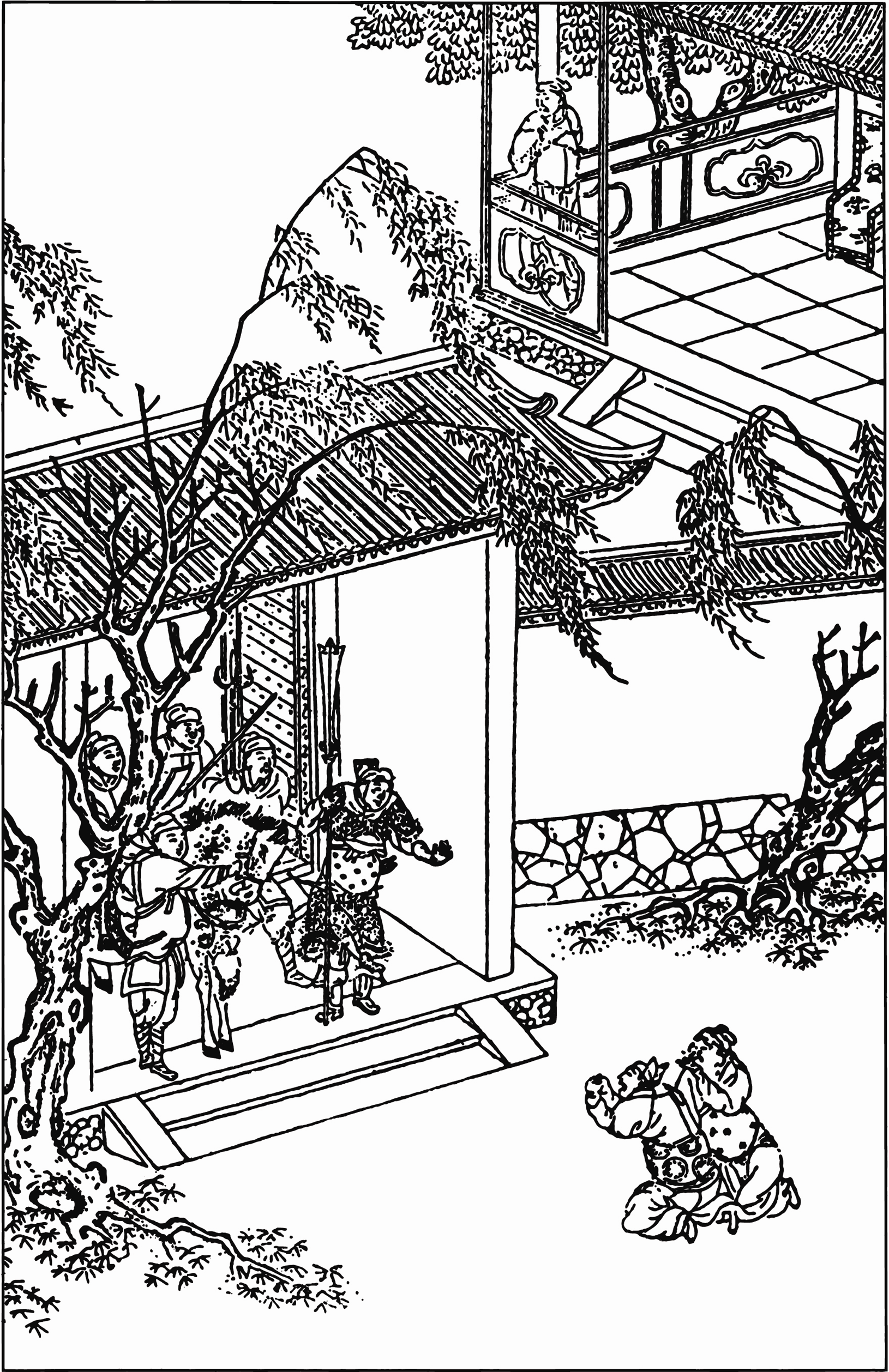
Illustrazione tratta da I briganti

I Quattro grandi romanzi classici (四大名著S, sì dà míng zhùP) della letteratura classica cinese sono quattro romanzi comunemente ritenuti dagli studiosi i più importanti e quelli che hanno avuto la maggiore influenza sul romanzo tradizionale cinese.
I quattro grandi romanzi classici possono essere considerati il punto più alto del romanzo classico cinese e hanno influenzato l'immaginario non solo letterario: alle vicende e ai personaggi di questi romanzi si sono ispirati in tempi recenti anche molti giochi, film ed altre forme di intrattenimento cinesi, taiwanesi, coreane, giapponesi e vietnamiti.
I quattro grandi romanzi classici sono:
- Il romanzo dei Tre Regni (三国演义S, Sānguó yǎnyìP) di Luo Guanzhong (罗贯中, Luō Guànzhōng), 1361
- I briganti (水浒传S, Shuǐhǔ zhuànP) conosciuto anche come I ribelli di Liang shan, La storia delle spiagge, Storia in riva all'acqua, Storia della Palude, Sul bordo dell'acqua, di Shi Nai'an (施耐庵, Shī nài'ān) e Luo Guanzhong (罗贯中, Luō Guànzhōng), 1368
- Il viaggio in Occidente (西游记S, Xīyóu JìP) conosciuto anche come Il re scimmia, Scimmiotto, di Wú Chéng'ēn (吴承恩, Wú Chéng'ēn), 1590
- La prugna nel vaso d'oro o Chin P'ing Mei (金瓶梅S, Jīn Píng MéiP), il quale a causa delle sue descrizioni sessuali esplicite è stato bandito per la maggior parte della sua esistenza. Nonostante questo, alcuni studiosi e scrittori, tra cui Lu Xun, lo collocano tra i migliori romanzi cinesi; per questo, è talvolta considerato come il quinto grande romanzo della letteratura cinese classica.

Il romanzo Rulin Waishi, redatto intorno alla metà del XVIII secolo da Wu Jingzi, è anch'esso considerato parte dei grandi romanzi classici, così come Il sogno della camera rossa (红楼梦S, Hónglóu mèngP) di Cao Xueqin (曹雪芹S, Cáo XuěqínP), del 1792.